# Рябок чорночеревий
Рябок чорночеревий (Pterocles orientalis) — вид птахів родини рябкових (Pteroclidae).

## Поширення
Вид поширений в Північній Африці, на Піренейському півострові та Південно-Західній та Середній Азії від Канарських островів на схід до Північного Китаю та Індії. На території України вкрай рідкісний залітний птах. Його спостерігали в степах півдня країни, в пониззі Дону та у Криму.

## Опис
Тіло завдовжки 33-35 см. Розмах крил 70-73 см. Вага 410-550 г. У самців верх сірувато-вохристий, з темними смугами і плямами; голова і шия сірі; щоки і горло руді, на горлі є трикутна чорна пляма; воло сіре, відокремлене від жовтуватих грудей вузькою чорною смугою; черево і боки тулуба чорні; підхвістя і покривні пера низу крил білі; махові пера зверху бурувато-сірі, з низу - чорно-коричневі; дві середні пари стернових пір'їн руді зі сірими смугами, інші - сірі, з білою верхівкою; дзьоб сірий; ноги оперені до пальців.  Самиця забарвлена світліше; верх пісочно-вохристий, з чорно-бурими дрібними густими поперечними смужками і рудими плямами; горло і шоки кремові, під горлом вузька поперечна чорна смуга; шия і воло сірувато-вохристі, густо поцятковані чорними рисками; воло від жовтуватих грудей відділяє вузька чорна смуга; черево і боки тулуба чорно-бурі.

## Спосіб життя
Живе у напівпустелях та сухих степах, напівпосушливих ділянках на краях пустель, рівнинах без дерев. Поза сезоном розмноження трапляється численними зграями. Раціон складається з насіння і пагінців різних пустельних і степових рослин, а також з комах. Гніздитися чорночереві рябки починають пізно, яйця відкладають не раніше початку травня. Кладку з трьох, рідше з двох яєць самиця відкладає просто на землю, часто під кущиком трави. Насиджування, в якому беруть участь і самиця, і самець, триває трохи менше місяця. Пташенята, як тільки обсохнуть, залишають гніздо.

## Охорона
Рябок чорночеревий занесений до Червоної книги Казахстану.